# Eupelmus cerasmus
Eupelmus cerasmus is een vliesvleugelig insect uit de familie Eupelmidae. De wetenschappelijke naam is voor het eerst geldig gepubliceerd in 1990 door Gibson.